# Меж высоких хлебов затерялося
Меж высоких хлебов затерялося — песня, основанная на одноимённом стихотворении Н. А. Некрасова. Несмотря на авторское происхождение, в силу своей необыкновенной популярности традиционно считается народной.

## Сюжет
В произведении изображаются похороны селянами заезжего стрелка [покончившего жизнь самоубийством].
Повествование ведется от лица сельского жителя. Начав с сообщения о произошедшем несчастье:
Ой, беда приключилася страшная!
 Мы такой не знавали вовек…
— рассказчик далее описывает суд и погребение покойного. При этом, сами крестьяне, несмотря на всю свою неприязнь к «чуждому» и «враждебному» им «внешнему миру» (откуда явился стрелок), прощают самоубийцу.

## Структура произведения
В книге В. В. Жданова «Некрасов» приводится следующий отзыв о начале стихотворения:

Меж высоких хлебов затерялося

Небогатое наше село…

Так начинается рассказ сельского жителя, охотника, рассказ, ставший песней, ибо здесь в самом строе стиха, в его размере словно уже заложена песенная мелодия.
— Жданов В. В. Некрасов.
С народной песней сближает произведение и использование специфической лексики («тошнехонько», «скорехонько» и т. п.). В то же время, у него немало общего со сказовой формой повествования, что заметно по широкому применению просторечных слов и оборотов (например, «не знавали», «голова бесшабашная», «шлялося»), по эмоционально окрашенной манере разговора крестьянина («Суд приехал… допросы… тошнехонько…/ Догадались деньжонок собрать…»), и т. д.

## Из истории создания
Романс основан на стихотворении Н. А. Некрасова «Похороны». Как отмечает один из исследователей творчества поэта, Некрасов записал свои стихи в период с 22 по 25 июня 1861 года (согласно оставленному автографу, произведение было создано в Грешнево). Впервые опубликованы в журнале «Современник» (1861, № 9).
В 1911 году Н. А. Александров переложил стихотворение на музыку.

## Исполнители
Песня стала необычайно популярной в исполнении Лидии Руслановой. Различные критики отмечали особую эмоциональность и характерный драматизм, появившиеся именно в руслановской обработке произведения. Один из авторов так описал собственные ощущения от услышанного:

Предельно медленный, скорбный темп в песне «Меж высоких хлебов затерялося», передающий крайнюю степень безысходности, позволяет вслушаться и вдуматься в каждую фразу песни, пережить трагедию случившегося вместе с певицей.— Егорова И. Цит. по: Вардугин В. Легенды и жизнь Лидии Руслановой. — С. 6.
Песня также получила известность благодаря выступлениям таких артистов, как Вадим Козин, Иван Скобцов.